# Distretto di Putu
Il distretto di Putu è un distretto della Liberia facente parte della contea di Grand Gedeh.